# Tiradentes
Tiradentes (Minas Gerais 1746. november 12. vagy augusztus 16.
– Rio de Janeiro, 1792. április 21.) az Inconfidência Mineira mozgalom tagja. Joaquim José da Silva Xavier néven született az ekkor portugál gyarmat Brazíliában.
Polgári foglalkozása fogorvos volt - innen származik az általa vezetett 1789. évi felkelés - Tiradentes, ami foghúzót jelent - elnevezése. A felkelést kegyetlenül leverték, Tiradentest 1790-ben elfogták és két évvel később halálra ítélték és a
mozgalom legtöbb tagjához hasonlóan őt is kivégezték. Számos brazíliai nagyvárosban tér viseli a nevét, szerepelt pénzérme hátulján is, várost is neveztek el róla, születésnapja (április 21.) nemzeti ünnep, sőt a Dominikai Köztársaságban egy nagy sugárút viseli a nevét.